# Белехова, Юлия Александровна
Юлия Александровна Белехова (род. 11 ноября 1982 года, Ногинск) — российский общественный деятель, руководитель Автномного некоммерческого объединения «Комитет семей воинов Отечества». Лауреат Государственной премии Российской Федерации в области правозащитной деятельности (2023). Член Совета при Президенте Российской Федерации по развитию гражданского общества и правам человека.

## Биография
Родилась в Ногинске Московской области.
С 2000 по 2003 годы осуществляла трудовую деятельность столяром-станочником, а впоследствии «пазовщиком» на одном из промышленных предприятий региона. В 2004 году была назначена на должность начальника производства.
В 2015 году завершила обучение в Российской академии предпринимательства, получила специальность «бухгалтерский учёт и аудит».
В 2015 году активно занялась общественной деятельностью, возглавив Ассоциацию председателей советов многоквартирных домов Московской области, в 2016 году находилась в списках кандидатов Единой России в Госдуму. В августе 2023 года покинула пост.
С февраля 2019 года являлась руководителем регионального исполкома Общероссийского общественного движения "Народный фронт «За Россию» Московской области.
Финалист всероссийского конкурса «Лидеры России» (2020 год).
В ноябре 2022 года была включена в состав Совета при Президенте России по развитию гражданского общества и правам человека.
В ноябре 2022, на фоне российского вторжения на Украину, стала основателем «Комитет семей воинов Отечества». Сеть данной организации насчитывает 89 отделений во всех регионах Российской Федерации, а также присутствует на оккупированной части Херсонской и Запорожской области Украины.
В январе 2023 года была избрана руководителем «временной рабочей группы по вопросам, связанным со специальной военной операцией» Совета по правам человека.
На выборах президента России 2024 года вошла в число доверенных лиц кандидата Владимира Путина.

## Инициативы
В декабре 2024 года, на фоне российского нападения на Украину, в целях облегчения идентификации останков, предложила собирать образцы ДНК у всех, кто заключает контракт с Минобороны.

## Личная жизнь
Многодетная мать, воспитывает шестерых детей, трое из которых приёмные. По собственным словам, сын Белеховой принимал участие в российском нападении на Украину.

## Награды
- Лауреат Государственной премии Российской Федерации за выдающиеся достижения в области правозащитной деятельности 2023 года (11 июня 2024)[10].